# Alan Carrington
Alan Carrington (* 6. Januar 1934 in Greenwich, London; † 31. August 2013) war ein britischer Chemiker.

## Leben
Carrington besuchte die Colfe’s Grammar School im Londoner Stadtbezirk Royal Borough of Greenwich. An der University of Southampton erwarb er 1955 einen Abschluss in Chemie. Bei Martyn Symons erwarb er 1959 mit der Arbeit The Electronic Structure, Spectra, And Properties Of Transition Metal Oxyanions einen Ph.D., ebenfalls in Southampton. Als Postdoktorand arbeitete er bei Christopher Longuet-Higgins an der University of Cambridge, an deren Downing College er zunächst als Forschungsassistent und später als Dozent (Fellow) arbeitete. Hier organisierte er auch eine Vorlesung von Charles Percy Snow im Rahmen der Zwei-Kulturen-Debatte mit F. R. Leavis.
1967 erhielt Carington eine Professur für Chemie an der University of Southampton, wo er durch einen Forschungsauftrag des Science and Engineering Research Council (1976) und durch eine Forschungsprofessur der Royal Society (1979) von administrativen Aufgaben und Lehrverpflichtungen weitgehend befreit wurde. Ab 1984 hatte Carrington eine Professur an der University of Oxford inne, wechselte aber 1987 zurück an die University of Southampton. Mehr als dreißig Jahre gehörte er zu den Herausgebern der wissenschaftlichen Fachzeitschrift Molecular Physics, die ihm 1999 zu seinem 65. Geburtstag ein Sonderheft widmete.
Seit 1959 war Alan Carrington mit seiner Frau Hilary (geborene Taylor) verheiratet, mit der er drei gemeinsame Kinder hatte.

## Wirken
Carrington hat sich insbesondere durch die Entwicklung neuer Methoden verdient gemacht. Durch die Kombination verschiedener Spektroskopie-Techniken, wie Massenspektrometrie, Mikrowellenspektroskopie und Laserspektroskopie trug er wesentlich zur Bestimmung und Charakterisierung der Molekülspektren (siehe Molekülspektroskopie) kurzlebiger chemischer Spezies, insbesondere gasförmiger freier Radikale und molekularer Ionen bei.

## Auszeichnungen (Auswahl)
- 1962 Harrison Memorial Prize
- 1967 Corday-Morgan-Medaille[3]
- 1970 Structural Chemistry Award der Royal Society of Chemistry[4]
- 1971 Mitglied (Fellow) der Royal Society[5]
- 1972 Tilden Prize der Royal Society of Chemistry
- 1985 Ehrendoktorat der Universität Southampton
- 1986 Faraday-Vorlesung und -Preis[6]
- 1987 Ausländisches Ehrenmitglied der American Academy of Arts and Sciences[7]
- 1992 Davy-Medaille[8]
- 1994 Ausländisches Mitglied der National Academy of Sciences[9]
- 1999 Commander des Order of the British Empire (CBE)

## Schriften (Auswahl)
- Introduction to Magnetic Resonance. (1967) Mit Andrew D. McLachlan
- Microwave Spectroscopy of Free Radicals. (1974)
- Rotational Spectroscopy of Diatomic Molecules. (2003) Mit John M. Brown